# Lido Vieri

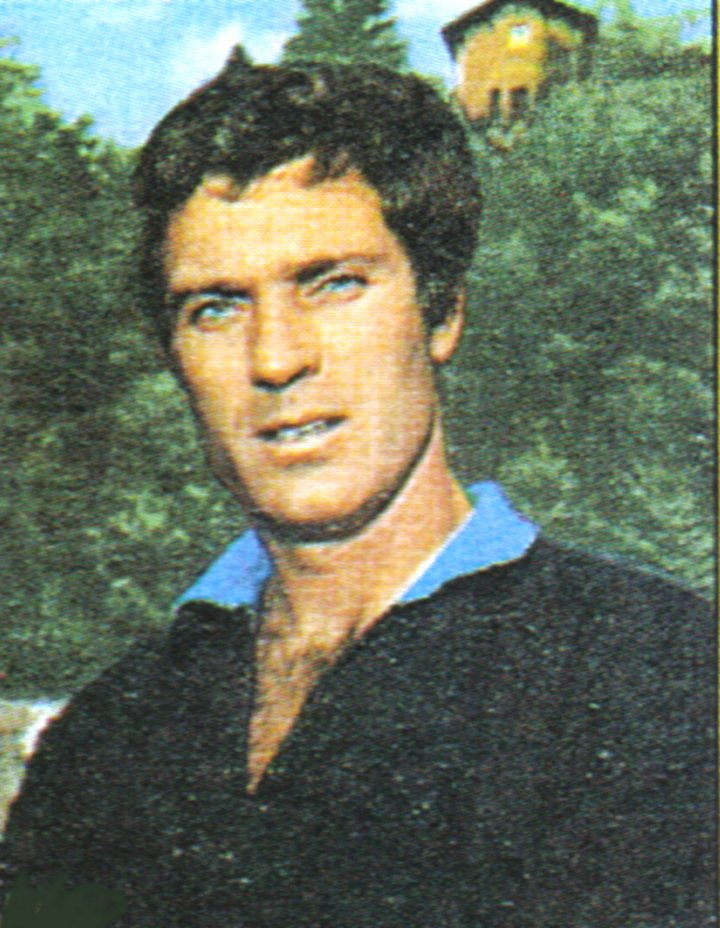
Lido Vieri

Lido Vieri (Piombino, 16 juli 1939) is een voormalig Italiaans profvoetballer. Hij speelde in de jaren zestig en zeventig als doelman bij Torino FC  en  Internazionale.
Vieri speelde van 1958 tot 1969 bij Torino FC. Op het Europees Kampioenschap van 1968 won de doelman met het Italiaans nationaal elftal de Europese titel. In 1969 vertrok hij naar Internazionale, waar Vieri in 1971 de landstitel won. Door een blessure deed hij op 31 mei 1972 niet mee in de Europa Cupfinale tegen Ajax.
In 1989 keerde Vieri met zijn gezin terug naar Turijn, waar hij keeperstrainer werd bij Torino FC.